# Hernán Bernardello
Hernán Dario Bernardello (ur. 3 sierpnia 1986 w Rosario) – argentyński piłkarz grający na pozycji pomocnika w meksykańskim Cruz Azul.

## Kariera klubowa

### Newell’s Old Boys
Bernardello debiut w zawodowej piłce zaliczył w 2006 roku dla drużyny Newell’s Old Boys i już w 2007 roku został jej podstawowym piłkarzem. Pierwszego gola zdobył w konfrontacji z Argentinos Juniors, która zakończyła się rezultatem 4-0.

### UD Almería
18 lipca 2009 roku podpisał sześcioletni kontrakt z Almerią UD, która wyłożyła za niego trzy miliony euro.

## Kariera reprezentacyjna
Debiut Bernadello w reprezentacji miał miejsce 20 maja 2009 roku w towarzyskim starciu przeciwko Panamie. Zespół z Argentyny, złożony z piłkarzy występujących w pierwszej lidze argentyńskiej, wygrała 3-1.